# Catherine-Élisabeth de Brunswick-Lunebourg
Catherine-Élisabeth de Brunswick-Lunebourg, née en 1385 et morte en 1423, est une duchesse de Schleswig et comtesse d’Holstein-Rendsburg. Elle a été la régente de quelque fiefs durant le règne de son fils Henri de 1404 à 1415.

## Biographie
Elle est l'aînée des dix enfants de Magnus II de Brunswick-Lunebourg, duc de Brunswick-Lüneburg et de Catherine d’Anhalt-Bernbourg, fille de Bernard III d'Anhalt-Bernbourg. Sa mère est aussi une arrière-arrière petite fille du roi Abel de Danemark. Plus tard, par sa fille Hedwige (en), elle deviendra la grand-mère maternelle de Christian Ier.
En réalité, Catherine-Élisabeth était juste appelée Catherine bien qu’elle fût mentionnée en tant qu’Élisabeth dans les anciens ouvrages, mais cela est dû à une confusion avec sa sœur cadette Élisabeth (bg). Au XIVe siècle, il était assez rare d’avoir un nom composé comme « Catherine-Élisabeth » pour éviter cette confusion, cependant, elle était parfois mentionnée avec les deux noms.
Catherine-Élisabeth est fiancée en 1390 puis se marie en 1395 avec Gérard VI de Holstein.

### Régence
En 1404, Catherine-Élisabeth devient veuve pendant que son fils, successeur légitime de son père est encore mineure. Elle devient donc régente, mais fut forcée de céder à son ancien beau-frère, l’évêque Henri d’Osnabrück (qui deviendra Henri III de Holstein-Rendsbourg à la suite de cette acquisition), la régence tutélaire du duché de Schleswig ainsi que la garde de son fils, le duc Henri à Marguerite Ire et au roi Éric de Poméranie ; son fils le duc Henri, est emmené au Danemark, et sa fille Ingeborg est envoyée par la reine Marguerite à l'abbaye de Vadstena en Suède. Au cours des années suivantes, la reine Marguerite acquiert de grandes parties du Schleswig à titre de garantie (le fief de Tønder, Frisland, manoirs épiscopaux de Schwabstedt et Stubbe) et par achat (Trøjborg, Skinkelborg et Grödersby) ; le roi Erik reprend le fief de Haderslev à titre de garantie à la propriétaire du fief Helene Ahlefeldt, et la reine, Flensborg.
Cependant, en 1408, alors que Gottorp est sur le point d'être repris par la couronne danoise, Catherine-Élisabeth rappelle son fils Henri du Danemark et fait envoyer une déclaration d'hostilité au roi Eric le 14 juin 1410. Il en résulte un certain nombre de querelles, une instabilité et la mise en gage de plusieurs fiefs. Ses propres terres en douaire, Als, Ærø et Sundeved, sont prises par le roi Eric. Plusieurs princes étrangers, dont son frère Henri Ier de Brunswick, tentèrent d'intervenir et de servir de médiateur, mais sans paix durable.

### Vie ultérieure
En 1415, son fils Henri est déclaré majeur, le règne de Catherine-Élisabeth prend fin et elle n'est plus guère mentionnée dans les documents. En 1417, elle est présente à Rendsburg aux côtés de son fils lorsque le roi Eric prend le Schleswig et qu'Henri est contraint de demander de l'aide à Hambourg. En 1423, ses fils déposent une plainte selon laquelle leur mère a été agressée par les soldats royaux malgré la promesse qu'elle devait rester en dehors du conflit : son carrosse a été attaqué et son personnel masculin a été agressé et capturé. C'est la dernière fois qu'elle est mentionnée.

## Descendants
Catherine-Élisabeth a eu trois fils et deux filles :
- Ingeborg de Holstein (1396–1465), Abbesse de l’abbaye de Vadstena 1447-1452 et 1457–1465
- Henri IV de Holstein-Rendsbourg (1397–1427)
- Hedwige d'Holstein (en) épouse en 18 avril 1417 Balthazar de Mecklembourg-Werle-Güstrow (mort le 5 avril 1421), et le 23 novembre 1423 Thierry d'Oldenbourg : parents du roi Christian Ier
- Adolphe VIII de Holstein (1401–1459)
- Gérard VII de Holstein-Rendsbourg (1404–1433)